# Nicola Savino
Nicola Savino (Lucca, 14 novembre 1967) è un conduttore radiofonico, conduttore televisivo, autore televisivo, regista radiofonico, produttore discografico e imitatore italiano.

## Biografia
Nicola Savino nasce a Lucca il 14 novembre 1967 da padre ingegnere foggiano e madre farmacista cosentina e cresce a Metanopoli (frazione di San Donato Milanese), dove suo padre Francesco lavora per conto dell'Eni. A sette mesi di vita perde il mignolo della mano destra, amputato per sbaglio da un'infermiera in ospedale.
Sposato dal 2009 con Manuela Suma, è padre di Matilda, nata il 2 agosto 2005.
Grande appassionato di calcio, è tifoso dell’Inter e del Cosenza.

### Radio
Comincia a lavorare nel 1984 nella emittente locale Radio Sandonato. Nei cinque anni successivi si divide tra radio e discoteche, contatta vari network radiofonici proponendosi come regista («Ho puntato più in basso come mansione per avere uno stipendio fisso e fare contenta la mamma») e nel 1989 ottiene risposta positiva da Claudio Cecchetto, che lo inserisce in Radio Deejay. Qui cura dall'inizio la regia di W Radio Deejay, un programma condotto da Marco Baldini e da Fiorello, e in seguito quella del programma Baldini Ama Laurenti, con Marco Baldini, Amadeus e Luca Laurenti.
Nel 1995 approda momentaneamente a Radio Capital con il programma Due meno dieci, condotto da Amadeus e Digei Angelo. Nel 1996 torna a Radio Deejay, e qualche mese più tardi è in onda nella trasmissione di Linus Deejay chiama Italia, nel corso della quale il conduttore interpella frequentemente Nicola per conoscere il suo parere di "uomo della strada" sui fatti del giorno; gli scambi che ne derivano riscuotono talmente tanto successo che gli interventi di Nicola al microfono, dapprima estemporanei, diventano una costante dell'appuntamento radiofonico e gli valgono la notorietà con lo pseudonimo di "Uomo della strada" e del suo acronimo "UDS".
La formula a due voci incontra il favore del conduttore storico e del pubblico, e dal 1999 Nicola Savino, d'ora in poi col suo nome anagrafico, diventa ufficialmente co-conduttore di Deejay chiama Italia. Nel frattempo partecipa anche al programma Ciao belli al quale, fin dalla prima stagione nel 1998, contribuisce come autore e soprattutto come imitatore di personaggi famosi (tra cui Ligabue, il capitano dell'Inter Zanetti, Gian Piero Galeazzi, Berlusconi, Enrico Ruggeri e altri) dando vita a un universo surreale assieme a Digei Angelo e Roberto Ferrari.
Nell'estate del 2006 Savino conduce da solo il programma radiofonico "Rio", sulla musica e i protagonisti degli anni ottanta.

### Televisione
Nicola Savino è autore di numerosi programmi: Festivalbar dal 1996 al 2004, Le Iene dal 1998 al 2002 (in cui fa anche la voce fuori campo che introduce i conduttori all'inizio del programma), Zelig Circus (2003) e Zelig Off (2004) oltre che dei Telegatti. Dal 2003 al 2009 collabora con Quelli che il calcio, durante la conduzione di Simona Ventura, ricoprendo il ruolo di inviato. Nel 2004 presenta Sformat su Rai 2 con Digei Angelo, Camila Raznovich e Aída Yéspica. È anche uno dei volti simbolo di Sky Cinema dove presenta Sky Cine News e la sitcom Una poltrona per due con Alessia Ventura dal 2004 al 2008.
Su Rai 2 nell'estate 2007 affianca Flavia Cercato in Soirée - L'altra faccia di Matinée. Dal 2007 al 2009 presenta Scorie, un varietà basato su un mix di curiose immagini televisive, fuori onda, gag in studio, ospiti illustri e comici. 
Nel 2009 passa a Mediaset. Conduce Colorado Cafè nelle edizioni 2009 e 2010 con Rossella Brescia e Dj Angelo. Nel 2010 insieme a Juliana Moreira presenta Matricole & Meteore su Italia 1. 
Tornato in Rai, il 29 marzo 2011 conduce L'isola dei famosi sostituendo Simona Ventura, sbarcata in Honduras.
Dal 25 gennaio al 5 aprile 2012 Savino conduce la nona edizione de L'isola dei famosi su Rai 2, affiancato da Vladimir Luxuria come inviata e co-conduttrice. Dal 22 novembre dello stesso anno conduce la nuova edizione di Un minuto per vincere su Rai 2. Dalla stagione 2013/2014, sempre su Rai 2, a distanza di quattro anni, torna a Quelli che il calcio, questa volta da conduttore, succedendo a Victoria Cabello, dapprima in solitaria, poi affiancato dal 2015 al 2017 dalla Gialappa's Band. Il 10 maggio 2014 commenta in diretta con Linus la finale dell'Eurovision Song Contest 2014 su Rai 2.
Nel 2016 conduce assieme a Max Giusti e alla Gialappa's Band il DopoFestival 2016 su Rai 1,  esperienza ripetuta l'anno dopo sempre con la Gialappa's Band e Ubaldo Pantani. Dal 28 dicembre 2016 conduce Boss in incognito su Rai 2.
Il 17 maggio 2017 viene ufficializzato il suo ritorno a Mediaset; dal 2017 al 2021 è uno dei conduttori de Le Iene. Nel 2018 conduce su Italia 1 90 Special, affiancato da Katia Follesa, Ivana Mrázová e Cristiano Malgioglio, in estate è alla guida di Balalaika - Dalla Russia col pallone con Ilary Blasi e Belén Rodríguez su Canale 5. Nel 2020 viene scelto da Amadeus per condurre su Rai Play L'altro Festival.
Dall’8 dicembre 2021 conduce su RaiPlay, per cinque mercoledì, il nuovo format musicale Il giovane Old. Nel 2022 presenta su Italia 1 la prima edizione del nuovo programma Back to School. In seguito prende parte, questa volta come opinionista insieme a Vladimir Luxuria, alla sedicesima edizione de L'isola dei famosi, condotta da Ilary Blasi.
Il 30 giugno 2022 ufficializza il suo passaggio a Sky, lasciando così Mediaset dopo cinque anni; qui approda nella fascia dell'access prime time del canale di repliche TV8 con i game show 100% Italia e Tris per vincere (quest'ultimo una rivisitazione de Il gioco dei 9). Il 27 giugno 2025 viene annunciato il suo ritorno in Rai.

### Cinema
Nel 2007 Nicola Savino ha lavorato come attore per il film Agente matrimoniale. Ha interpretato un cameriere nel film di Massimo Venier con Ale e Franz Mi fido di te.
Come doppiatore, nel 2011 ha doppiato Will il Krill in Happy Feet 2, nel 2016 il bradipo Flash nel film Zootropolis e nel 2018 il coniglio Peter Rabbit nel Peter Rabbit e nel sequel Peter Rabbit 2 - Un birbante in fuga in uscita nel 2021.

## Televisione
- Quelli che il calcio (Rai 2, 2003-2006, 2008-2009, 2013-2017)[15]
- Sky Cine News (Sky Cinema, 2004-2007)
- Sformat (Rai 2, 2004)
- Deejay chiama Italia (All Music, 2006-2009; Deejay TV, 2009-2015, dal 2018; Nove, 2015-2017; DMAX, 2017)
- L'isola dei famosi (Rai 2, 2007, 2011-2012; Canale 5, 2022)[16]
- Soirée - L'altra faccia di Matinée (Rai 2, 2007)
- Scorie (Rai 2, 2007-2009)
- Colorado (Italia 1, 2009-2011)
- Matricole & Meteore (Italia 1, 2010)
- Star Academy (Rai 2, 2011) Giurato
- Un minuto per vincere (Rai 2, 2012-2013)
- Eurovision Song Contest (Rai 2, 2014) Commentatore
- Quanto manca (Rai 2, 2014)
- Techetechete' (Rai 1, 2015) Puntata 67
- DopoFestival (Rai 1, 2016-2017)
- TIMmusic Onstage Awards (Rai 2, 2016)
- Sketch Point (Rai 2, 2016)
- Boss in incognito (Rai 2, 2016-2017)
- Le Iene (Italia 1, 2017-2021)
- 90 Special (Italia 1, 2018)
- Balalaika - Dalla Russia col pallone (Canale 5, 2018)
- Back to School (Italia 1, 2022)
- 100% Italia (TV8, 2022-2024)
- Tris per vincere (TV8, 2024)
- TV8 Champions Night (TV8, 2024-2025) opinionista

### Come autore
- Festivalbar (Italia 1, 1996-2004)
- Le iene (Italia 1, 1998-2002)
- Zelig Circus (Italia 1, Canale 5, 2003)
- Zelig Off (Italia 1, 2004)

## Filmografia

### Attore

#### Cinema
- Natale a casa Deejay, regia di Lorenzo Bassano (2004)
- Tu la conosci Claudia?, regia di Massimo Venier (2004)
- Agente matrimoniale, regia di Christian Bisceglia (2006)
- Mi fido di te, regia di Massimo Venier (2007)

#### Televisione
- Una poltrona per due – sitcom (2006-2008)

### Doppiatore
- Narratore in Buon compleanno Paperino - 70 fantastici anni
- Will il Krill in Happy Feet 2
- Flash in Zootropolis, Zootropolis +, Once Upon a Studio
- Peter Rabbit in Peter Rabbit, Peter Rabbit 2 - Un birbante in fuga

## Web
- L'altro Festival (RaiPlay, 2020)
- Il giovane Old (RaiPlay, 2021-2022)

## Discografia

### Album
- 1993 – Pinocchio Vai!! (con i Pin-Occhio)

### Singoli
- 1993 – Pinocchio
- 1993 – Tutatutatutata
- 1993 – Vai!!
- 1994 – Enjoy the Music
- 1994 – Happy Gipsies
- 1994 – The Return